# Edurne, modista bilbaína
Edurne, modista bilbaína va ser una pel·lícula muda espanyola, el primer llargmetratge realitzat al País Basc de roducció espanyola, dirigida el 1924 per Telesforo Gil del Espinar de Segòvia i produïda per Mauro Azcona. Va ser un gran èxit, guanyant cinc vegades més que els diners gastats.
Va ser gravat a Bilbao, Barakaldo i al voltant de Sant Sebastià, en la que es fuig del folklorisme i s'intenta fer crítica social sobre la situació dels treballadors, molts dels quals hi participaren com a extres gratuïtament. Sembla que no es van fer còpies de l'original i només se'n conserven fragments.

## Sinopsi
José Mendizábal, treballador d'Altos Hornos, es posa malalt i marxa a casa, on l'esperen la seva esposa Marta i els seus fills bessons, Josetxu i Edurne. Al cap d'una estona mor. Marta treballa com a nodrissa, Josetxu a Altos Hornos i Edurne de modista. Bruno, el llogater d'Edurne, intenta seduir-la, però com no pot decideix desnonar-la. Tanmateix ho impedeix l'enginyer Alberto Aldasoro, enamorat d'Edurne.

## Personatges
- Cesáreo Fraguas
- Carmen Gil: neskatoa
- Isabel Gil: neskatoa
- Telesforo Gil del Espinar: Josetxu
- Victoria Gil: neskatoa
- Félix González
- Nieves González: Edurne
- Teresa González